# Santa Ysabel
Santa Ysabel es un área no incorporada ubicada en el condado de San Diego en el estado estadounidense de California. La localidad se encuentra ubicada a orillas del Río San Diego justo al norte de Bosque Nacional Cleveland entre la intersección con la Ruta Estatal de California 78 y la Ruta Estatal de California 79. Santa Ysabel cuenta con una oficina postal.

## Geografía
Santa Ysabel se encuentra ubicada en las coordenadas 33°6′N 116°40′O / 33.100, -116.667.